# Հայ.
. հայ (ارمنی: Հայ، نویسه گردانی: hay, hye) یک دامنه سطح بالای کد کشور اینترنتی (ccTLD) برای ارمنستان است، که برای نام‌های دامنهٔ به زبان ارمنی در نظر گرفته شده‌است.

## اطلاعات
شرکت اینترنتی برای نام‌ها و اعداد واگذار شده (ICANN) در ۲۰ نوامبر 2014 تصمیم گرفت تا نام دامنه. հայ را ثبت کند. پشتیبانی از نام دامنه به زبان ارمنی برای ترویج استفاده از صفحه کلید ارمنی در سطح جهانی، پشتیبانی از فونت‌های ارمنی در دستگاه‌های تلفن همراه مدرن و به‌طور کلی ترویج استفاده از زبان ارمنی به صورت برخط در نظر گرفته شده‌است.
در گزارشی که توسط مرجع واگذاری اعداد در اینترنت (IANA) منتشر شده‌است که با دولت ایالات متحده و ICANN همکاری می‌کند، آمده‌است که «اپراتور کنونی .am، برنامه جزئیات رضایت‌بخشی را در مورد زیرساخت‌ها و تخصص‌های فنی و عملیاتی ارائه کرده‌است که برای بهره‌برداری از دامنه .հայ نیز مورد استفاده قرار می‌گیرد.»
رمزگذاری punycode این دامنه برابر با .xn--y9a3aq است.